# Hudson-Ford
Hudson-Ford fue una banda de rock británica, formada por John Ford y Richard Hudson cuando dejaron a Strawbs, en 1973. La formación original incluía a Hudson (tocando la guitarra, en lugar de la batería como en Strawbs) y Ford, junto a Chris Parren en los teclados, Mickey Keen en las guitarras, y Gerry Conway a la batería. Conway dejó la banda en mayo de 1974, justo antes de la grabación de "Free Spirit", y fue reemplazado por Ken Laws. Mickey Keen se fue en diciembre de ese mismo año. El resto de la formación permaneció estable hasta su separación, a finales de 1977.
En el primer álbum, Nickelodeon, tocó también Rick Wakeman.
En 1979, Hudson y Ford reaparecieron con el nombre de The Monks. Más tarde, ya en la década de 1980, Hudson y Ford volvieron a formar parte de Strawbs.

## Músicos
- Richard Hudson – vocales, guitarra, sitar (1973-1977)
- John Ford – vocales, bajo eléctrico, guitarra (1973-1977)
- Chris Parren – teclados (1973-1977)
- Mickey Keen - guitarra (1973-1974)
- Gerry Conway - batería (1973-1974)
- Ken Laws – batería (1974-1977; died 2007)

## Discografía

### Álbumes
- Nickelodeon (1973)
- Free Spirit (1974)
- Worlds Collide (1975)
- Repertoire (1976) - álbum recopilatorio
- Daylight (1977)

### Singles
- "Pick Up The Pieces" - (1973) - #8 (Lista de singles de Reino Unido)
- "Burn Baby Burn" - (1974) - #15
- "Floating In The Wind" - (1974) - #35[1]